# Johannes Kühne
Johannes Kühne (* 19. März 1889 in Blumenthal; † 29. August 1970 in Bremen) war ein deutscher Ingenieur und Politiker (CDU).

## Biografie
Kühne absolvierte eine Lehre als Schiffbauer auf dem Bremer Vulkan. Er besuchte das Technikum und wurde 1912 Schiffbauingenieur. Beruflich war er als Ingenieur und ab 1944 als Oberingenieur beim Vulkan tätig.
1919 gründete er und Andere den Heimstättenbund für Blumenthal und Umgebung (1940 in der Gewosie aufgegangen), in dessen Aufsichtsrat er war. Kühne war von 1924 bis 1933 Mitglied im Blumenthaler Gemeinderat.
Er war 1945 in Bremen-Blumenthal und in Bremen Mitbegründer der CDU und gehörte nach 1945 wieder dem Gemeinde- bzw. Ortsbeirat von Blumenthal an.
Von 1947 bis 1958 war er Mitglied der Bremischen Bürgerschaft. Er war von 1952 bis 1955 als Nachfolger von Ernst Müller-Hermann Fraktionsvorsitzender der CDU-Fraktion. Von 1955 bis 1958 amtierte er als Vizepräsident der Bürgerschaft. 1958 schied er aus der politischen Arbeit aus.
Kühne war in den 1950er Jahren Vorstandsmitglied der Kommunalpolitischen Vereinigung Deutschlands der CDU und im Aufsichtsrat der Gemeinnützigen Wohnungsbaugenossenschaft Bremen-Nord e.G. (Gewosie).
Kühne hatte drei Kinder (Johannes 'Hansel', Elisabeth und Melusine). 1948 gründete sein Sohn Johannes Kühne (1919–1990 in Bremen) zusammen mit Alois Rampf den FC Oberneuland.

### Ehrungen
Die Johannes-Kühne-Straße in Bremen-Lüssum wurde nach ihm benannt.